# Foot Ball Club Torino 1924-1925
Questa voce raccoglie le informazioni riguardanti il Foot Ball Club Torino nelle competizioni ufficiali della stagione 1924-1925.

## Stagione
Nella stagione 1924-1925 al Torino inizia il quadriennio di presidenza di Enrico Marone Cinzano che darà al Torino grandi soddisfazioni nelle prossime stagioni, la squadra granata disputa il girone A del campionato di Lega Nord di Prima Divisione, la prima stagione del nuovo corso non porta però grandi risultati, ottenendo il Torino un banale sesto posto finale con 24 punti. Il torneo è stato vinto dal Genoa con 30 punti, con una sola lunghezza di vantaggio sulla rivelazione Modena, mentre lo scudetto è stato vinto per la prima volta dal Bologna, che nella doppia finale ha superato l'Alba Roma. Il miglior marcatore stagionale torinese è stato il giovane torinese Giuseppe Calvi che ha firmato 8 reti. Il 9 novembre 1924 nel corso della vittoriosa gara giocata a Brescia, il Torino ha schierato sul campo dello Stadium di viale Piave tutti quattro i fratelli Martin, che sono sono stati messi in formazione fin dal fischio di inizio, Piero, Cesare, Dario ed Edmondo Marin, vedi foto in alto a destra.

## Rosa
| N. |                    | Ruolo | Calciatore         |
| -- | ------------------ | ----- | ------------------ |
|    | Italia (bandiera)  | C     | Giuseppe Aliberti  |
|    | Italia (bandiera)  | C     | Paolo Amadesi      |
|    | Italia (bandiera)  | A     | Felice Berardo     |
|    | Italia (bandiera)  | A     | Giuseppe Calvi     |
|    | Italia (bandiera)  | A     | Vanni Chiaberti    |
|    | Italia (bandiera)  | A     | Giovanni Chiecchi  |
|    | Italia (bandiera)  | A     | Francesco Franzoni |
|    | Italia (bandiera)  | P     | Vittorio Gabutti   |
|    | Italia (bandiera)  | A     | Ermanno Giordano   |
|    | Italia (bandiera)  | C     | Antonio Janni      |
|    | Austria (bandiera) | C     | Fritz Kreutzer     |
|    | Italia (bandiera)  | P     | Nicolino Latella   |

| N. |                    | Ruolo | Calciatore           |
| -- | ------------------ | ----- | -------------------- |
|    | Italia (bandiera)  | D     | Piero Martin I       |
|    | Italia (bandiera)  | D     | Cesare Martin II     |
|    | Italia (bandiera)  | C     | Dario Martin III     |
|    | Italia (bandiera)  | A     | Edmondo Martin IV    |
|    | Italia (bandiera)  | D     | Francesco Morando    |
|    | Italia (bandiera)  | A     | Eugenio Mosso        |
|    | Italia (bandiera)  | A     | Michele Rolle        |
|    | Austria (bandiera) | A     | Heinrich Schönfeld   |
|    | Italia (bandiera)  | C     | Mario Sperone        |
|    | Italia (bandiera)  | P     | Valerio Felice Terzi |
|    | Italia (bandiera)  | C     | Francesco Varalda    |

## Risultati

### Prima Divisione

#### Girone A Lega Nord

##### Girone di andata
| Arbitro: | Sessa (Milano) |

|                                           |           |             |
| Calvi 70’ Vannini 73’ (aut.) Kreutzer 77’ | Marcatori | 53’ Powolny |

| Arbitro: | Sani (Ferrara) |

|  |           |               |
|  | Marcatori | 44’ D. Martin |

| Arbitro: | Vagge (Genova) |

|                       |           |                           |
| Janni 29’ Amadesi 52’ | Marcatori | 13’ Scaltriti 54’ Winkler |

| Arbitro: | Galli (Bologna) |

|                                  |           |                         |
| Cavalleri 35’ Morandi 78’ (rig.) | Marcatori | 4’ Janni 11’ F. Berardo |

| Arbitro: | Moro (Sampierdarena) |

|           |           |                            |
| Janni 52’ | Marcatori | 44’ Migliavacca 87’ Mattea |

| Arbitro: | Sani (Ferrara) |

|             |           |                |
| Bonardi 13’ | Marcatori | 41’, 84’ Janni |

| Arbitro: | Olivari (Genova) |

|               |           |                      |
| Schönfeld 28’ | Marcatori | 3’ Rivolta 45’ Conti |

| Arbitro: | Trezzi (Milano) |

|              |           |             |
| Chiaberti 7’ | Marcatori | 68’ Alberti |

| Arbitro: | Ortali (Bologna) |

|                     |           |  |
| Tognotti 25’ (rig.) | Marcatori |  |

| Arbitro: | Pinasco (Sestri Ponente) |

|                                      |           |             |
| Rokken 37’, 87’ Gallino 48’ Tosi 70’ | Marcatori | 46’ Amadesi |

| Arbitro: | De Renzis (Genova) |

|            |           |  |
| Sbrana 52’ | Marcatori |  |

##### Girone di ritorno
| Arbitro: | Bortoletti (Venezia) |

|                        |           |             |
| Powolny 34’ Romano 89’ | Marcatori | 35’ Amadesi |

| Arbitro: | Sessa (Milano) |

|           |           |  |
| Calvi 41’ | Marcatori |  |

| Arbitro: | Bellini (Padova) |

|  |           |               |
|  | Marcatori | 15’ P. Martin |

| Arbitro: | Bistoletti (Milano) |

|                     |           |             |
| Calvi 11’, 75’, 86’ | Marcatori | 23’ Morandi |

| Casale Monferrato 1º marzo 1925 16ª giornata | Casale                   | 0 – 0 | Torino | Stadio Natale Palli\| Arbitro: \| Pinasco (Sestri Ponente) \| |
| Arbitro:                                     | Pinasco (Sestri Ponente) |       |        |                                                               |

| Torino 8 marzo 1925 17ª giornata | Torino         | 0 – 0 | Brescia | Campo Stradale Stupinigi\| Arbitro: \| Vagge (Genova) \| |
| Arbitro:                         | Vagge (Genova) |       |         |                                                          |

| Arbitro: | Alfieri (Bologna) |

|                                |           |                                               |
| L. Cevenini 71’ Tornabuoni 74’ | Marcatori | 3’, 18’ D. Martin 15’, 63’ Calvi 31’ Franzoni |

| Genova 5 aprile 1925 19ª giornata | Genoa          | 0 – 0 | Torino | Stadio Marassi\| Arbitro: \| Sessa (Milano) \| |
| Arbitro:                          | Sessa (Milano) |       |        |                                                |

| Arbitro: | Bistoletti (Milano) |

|                           |           |                        |
| D. Martin 19’ Amadesi 30’ | Marcatori | 52’ (rig.) G. Rossetti |

| Arbitro: | Zennaro (Genova) |

|  |           |          |
|  | Marcatori | 32’ Tosi |

| Arbitro: | Vagge (Genova) |

|                         |           |                   |
| Calvi 9’ Janni 16’, 64’ | Marcatori | 32’ (rig.) Sbrana |

## Statistiche

### Statistiche di squadra
| Competizione    | Punti | In casa | In casa | In casa | In casa | In casa | In casa | In trasferta | In trasferta | In trasferta | In trasferta | In trasferta | In trasferta | Totale | Totale | Totale | Totale | Totale | Totale | DR |
| Competizione    | Punti | G       | V       | N       | P       | Gf      | Gs      | G            | V            | N            | P            | Gf           | Gs           | G      | V      | N      | P      | Gf     | Gs     | DR |
| --------------- | ----- | ------- | ------- | ------- | ------- | ------- | ------- | ------------ | ------------ | ------------ | ------------ | ------------ | ------------ | ------ | ------ | ------ | ------ | ------ | ------ | -- |
| Prima Divisione | 24    | 11      | 5       | 3       | 3       | 17      | 12      | 11           | 4            | 3            | 4            | 13           | 13           | 22     | 9      | 6      | 7      | 30     | 25     | +5 |

### Statistiche dei giocatori
| Giocatore       | Prima Divisione | Prima Divisione |
| Giocatore       | Presenze        | Reti            |
| --------------- | --------------- | --------------- |
| G. Aliberti     | 13              | 0               |
| P. Amadesi      | 20              | 4               |
| F. Berardo II   | 2               | 1               |
| G. Calvi        | 20              | 8               |
| Chiaberti       | 4               | 1               |
| G. Chiecchi III | 2               | 0               |
| F. Franzoni     | 5               | 1               |
| V. Gabutti      | 1               | 1               |
| Giordano        | 6               | 0               |
| A. Janni        | 13              | 7               |
| F. Kreutzer     | 22              | 1               |
| N. Latella      | 20              | 23              |
| P. Martin I     | 13              | 1               |
| C. Martin II    | 22              | 0               |
| D. Martin III   | 19              | 4               |
| E. Martin IV    | 1               | 0               |
| F. Morando II   | 20              | 0               |
| E. Mosso III    | 1               | 0               |
| M. Rolle II     | 3               | 0               |
| H. Schönfeld    | 10              | 1               |
| M. Sperone      | 12              | 0               |
| V. Terzi        | 1               | 1               |
| F. Varalda I    | 12              | 0               |